# 涅米羅夫

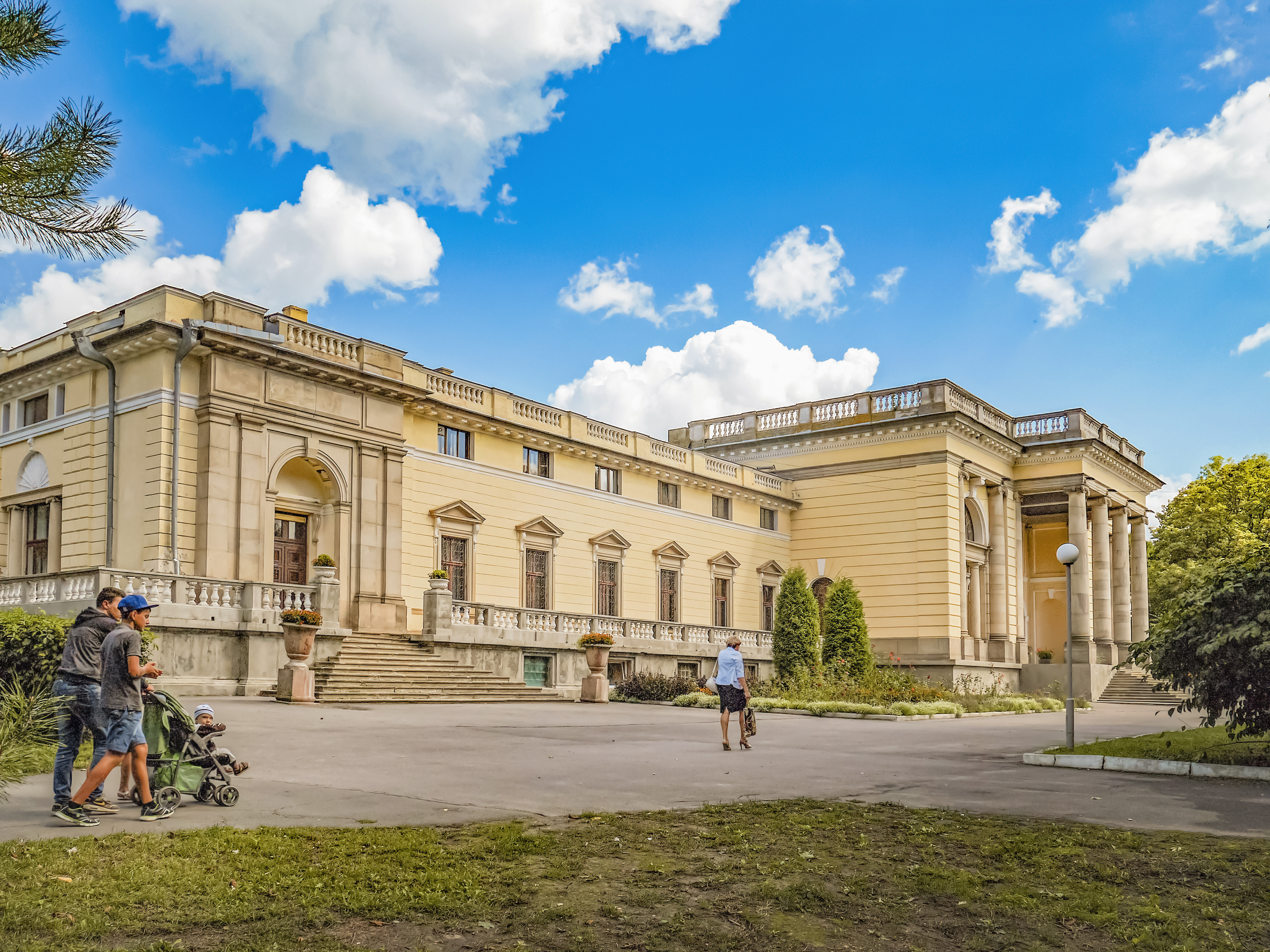
宫殿

内米里夫（羅馬化：Nemyriv），又按俄语名译为涅米羅夫，是烏克蘭西部文尼察州文尼察區涅米羅夫市鎮内的城市及行政中心。距離州府文尼察40公里，始建於1390年，面積13.0平方公里，海拔高度277米，2011年人口11,826人。